# Noël Pasquier
Pour les articles homonymes, voir Pasquier.
Noël Pasquier est un artiste peintre et sculpteur français, né le 6 décembre 1941 à Alger, qui vit et travaille à Paris et en Bretagne.

## Biographie
De l'œuvre monumentale aux tout petits formats, Noël Pasquier explore toutes les dimensions de son art. Un art qu'il décline sur de multiples médiums, puisqu'il travaille aussi bien le bronze que le textile, la céramique que le papier, la toile que le marbre ou le verre.
On retrouve les œuvres de Pasquier dans les collections importantes (institutionnelles ou privées) des artistes de la deuxième moitié du XXe siècle.
Outre ses expositions régulières à New York, Noël Pasquier expose à Londres, Tokyo, Budapest, Sao Paolo, Tel-Aviv, Beyrouth, Shanghai, Singapour, Boston, Chicago, en Allemagne, en Italie…
En matière d'art public, il a peint tout un quartier à Suresnes; ses peintures murales ornent la gare TGV de Rennes; il a créé de nombreux objets pour les musées, illustré des œuvres littéraires; son œuvre gravé est déposé à la BNF à Paris, à la Public Library de New York.
Colorées et variées, souvent empreintes du bleu qui lui est cher, ces œuvres réveillent l'esprit d'enfance au fond de notre mémoire.
Noël Pasquier fait partie du courant artistique de l'abstraction lyrique.
Il devient chevalier de l'ordre des Arts et Lettres en 2013.